# Lupus Protospatharius
Lupus Protospatharius (en italien : Lupo Protospata) dit aussi Lupus Protospatharius Barensis, est un chroniqueur apulien qui vécut entre la seconde moitié du XIe siècle et le début du XIIe siècle.

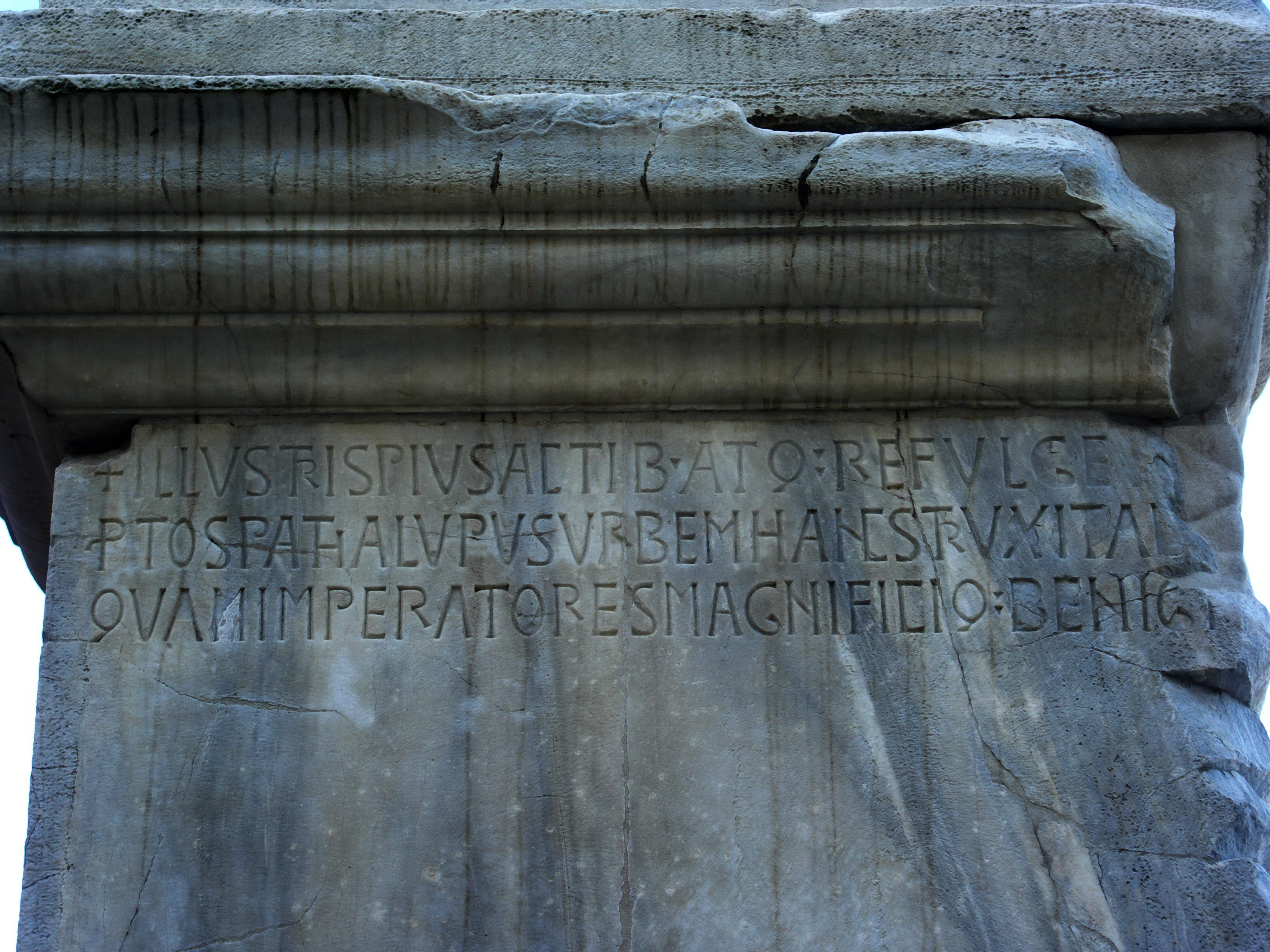
Inscription latine mentionnant Lupus Protospatharius gravée sur une colonne romaine de la Via Appia à Brindisi.

Ce personnage historique peu connu est passé à la postérité pour être l'auteur présumé d'une chronique, le Chronicon rerum in regno Neapolitano gestarum, ou l'histoire du sud de l'Italie de 805 à 1102. Un autre chroniqueur du Mezzogiorno, Guillaume de Pouille, semble avoir utilisé ces mêmes annales pour ses recherches et la rédaction de son œuvre intitulé De Gesta Rodberti Wiscardi, ou les aventures des Normands en Italie méridionale de 1016 à 1085.
Il est mentionné en latin sur une colonne de la Via Appia à Brindisi :
« ILLUSTRIS PIVS ACTIB (US) ATQ (UE) REFVLGENS

P (ro) TOSPATHA LVPVS VRBEM HANC STRVXIT ab imo

QVAM IMPERATORES MAGNIFICIQ (UE) Benigni… »
Cependant, nous ne savons pas s'il s'agit du même personnage. En effet, son prénom, « Lupus » (« Loup » en français), n'est pas rare au Moyen Âge, tandis que Protospatharius est un titre militaire de l'Empire byzantin.
Plusieurs rues du sud de l'Italie portent son nom, notamment à Bari et à Matera.